# NGC 991
NGC 991 este o low-surface-brightness galaxy⁠(d) situată în constelația Balena. A fost descoperită în 10 septembrie 1785 de către William Herschel. Se află la o distanță de 20 de megaparseci de Pământ.